# Agonum opacellum
Agonum opacellum är en skalbaggsart som beskrevs av Thomas Casey. Agonum opacellum ingår i släktet Agonum och familjen jordlöpare. Inga underarter finns listade i Catalogue of Life.